# Скакач (шах)
|   | a | b | c | d | e | f | g | h |   |
| 8 | c7 black circle · e7 black circle · b6 black circle · f6 black circle · d5 white knight · b4 black circle · f4 black circle · c3 black circle · e3 black circle | c7 black circle · e7 black circle · b6 black circle · f6 black circle · d5 white knight · b4 black circle · f4 black circle · c3 black circle · e3 black circle | c7 black circle · e7 black circle · b6 black circle · f6 black circle · d5 white knight · b4 black circle · f4 black circle · c3 black circle · e3 black circle | c7 black circle · e7 black circle · b6 black circle · f6 black circle · d5 white knight · b4 black circle · f4 black circle · c3 black circle · e3 black circle | c7 black circle · e7 black circle · b6 black circle · f6 black circle · d5 white knight · b4 black circle · f4 black circle · c3 black circle · e3 black circle | c7 black circle · e7 black circle · b6 black circle · f6 black circle · d5 white knight · b4 black circle · f4 black circle · c3 black circle · e3 black circle | c7 black circle · e7 black circle · b6 black circle · f6 black circle · d5 white knight · b4 black circle · f4 black circle · c3 black circle · e3 black circle | c7 black circle · e7 black circle · b6 black circle · f6 black circle · d5 white knight · b4 black circle · f4 black circle · c3 black circle · e3 black circle | 8 |
| 7 | c7 black circle · e7 black circle · b6 black circle · f6 black circle · d5 white knight · b4 black circle · f4 black circle · c3 black circle · e3 black circle | c7 black circle · e7 black circle · b6 black circle · f6 black circle · d5 white knight · b4 black circle · f4 black circle · c3 black circle · e3 black circle | c7 black circle · e7 black circle · b6 black circle · f6 black circle · d5 white knight · b4 black circle · f4 black circle · c3 black circle · e3 black circle | c7 black circle · e7 black circle · b6 black circle · f6 black circle · d5 white knight · b4 black circle · f4 black circle · c3 black circle · e3 black circle | c7 black circle · e7 black circle · b6 black circle · f6 black circle · d5 white knight · b4 black circle · f4 black circle · c3 black circle · e3 black circle | c7 black circle · e7 black circle · b6 black circle · f6 black circle · d5 white knight · b4 black circle · f4 black circle · c3 black circle · e3 black circle | c7 black circle · e7 black circle · b6 black circle · f6 black circle · d5 white knight · b4 black circle · f4 black circle · c3 black circle · e3 black circle | c7 black circle · e7 black circle · b6 black circle · f6 black circle · d5 white knight · b4 black circle · f4 black circle · c3 black circle · e3 black circle | 7 |
| 6 | c7 black circle · e7 black circle · b6 black circle · f6 black circle · d5 white knight · b4 black circle · f4 black circle · c3 black circle · e3 black circle | c7 black circle · e7 black circle · b6 black circle · f6 black circle · d5 white knight · b4 black circle · f4 black circle · c3 black circle · e3 black circle | c7 black circle · e7 black circle · b6 black circle · f6 black circle · d5 white knight · b4 black circle · f4 black circle · c3 black circle · e3 black circle | c7 black circle · e7 black circle · b6 black circle · f6 black circle · d5 white knight · b4 black circle · f4 black circle · c3 black circle · e3 black circle | c7 black circle · e7 black circle · b6 black circle · f6 black circle · d5 white knight · b4 black circle · f4 black circle · c3 black circle · e3 black circle | c7 black circle · e7 black circle · b6 black circle · f6 black circle · d5 white knight · b4 black circle · f4 black circle · c3 black circle · e3 black circle | c7 black circle · e7 black circle · b6 black circle · f6 black circle · d5 white knight · b4 black circle · f4 black circle · c3 black circle · e3 black circle | c7 black circle · e7 black circle · b6 black circle · f6 black circle · d5 white knight · b4 black circle · f4 black circle · c3 black circle · e3 black circle | 6 |
| 5 | c7 black circle · e7 black circle · b6 black circle · f6 black circle · d5 white knight · b4 black circle · f4 black circle · c3 black circle · e3 black circle | c7 black circle · e7 black circle · b6 black circle · f6 black circle · d5 white knight · b4 black circle · f4 black circle · c3 black circle · e3 black circle | c7 black circle · e7 black circle · b6 black circle · f6 black circle · d5 white knight · b4 black circle · f4 black circle · c3 black circle · e3 black circle | c7 black circle · e7 black circle · b6 black circle · f6 black circle · d5 white knight · b4 black circle · f4 black circle · c3 black circle · e3 black circle | c7 black circle · e7 black circle · b6 black circle · f6 black circle · d5 white knight · b4 black circle · f4 black circle · c3 black circle · e3 black circle | c7 black circle · e7 black circle · b6 black circle · f6 black circle · d5 white knight · b4 black circle · f4 black circle · c3 black circle · e3 black circle | c7 black circle · e7 black circle · b6 black circle · f6 black circle · d5 white knight · b4 black circle · f4 black circle · c3 black circle · e3 black circle | c7 black circle · e7 black circle · b6 black circle · f6 black circle · d5 white knight · b4 black circle · f4 black circle · c3 black circle · e3 black circle | 5 |
| 4 | c7 black circle · e7 black circle · b6 black circle · f6 black circle · d5 white knight · b4 black circle · f4 black circle · c3 black circle · e3 black circle | c7 black circle · e7 black circle · b6 black circle · f6 black circle · d5 white knight · b4 black circle · f4 black circle · c3 black circle · e3 black circle | c7 black circle · e7 black circle · b6 black circle · f6 black circle · d5 white knight · b4 black circle · f4 black circle · c3 black circle · e3 black circle | c7 black circle · e7 black circle · b6 black circle · f6 black circle · d5 white knight · b4 black circle · f4 black circle · c3 black circle · e3 black circle | c7 black circle · e7 black circle · b6 black circle · f6 black circle · d5 white knight · b4 black circle · f4 black circle · c3 black circle · e3 black circle | c7 black circle · e7 black circle · b6 black circle · f6 black circle · d5 white knight · b4 black circle · f4 black circle · c3 black circle · e3 black circle | c7 black circle · e7 black circle · b6 black circle · f6 black circle · d5 white knight · b4 black circle · f4 black circle · c3 black circle · e3 black circle | c7 black circle · e7 black circle · b6 black circle · f6 black circle · d5 white knight · b4 black circle · f4 black circle · c3 black circle · e3 black circle | 4 |
| 3 | c7 black circle · e7 black circle · b6 black circle · f6 black circle · d5 white knight · b4 black circle · f4 black circle · c3 black circle · e3 black circle | c7 black circle · e7 black circle · b6 black circle · f6 black circle · d5 white knight · b4 black circle · f4 black circle · c3 black circle · e3 black circle | c7 black circle · e7 black circle · b6 black circle · f6 black circle · d5 white knight · b4 black circle · f4 black circle · c3 black circle · e3 black circle | c7 black circle · e7 black circle · b6 black circle · f6 black circle · d5 white knight · b4 black circle · f4 black circle · c3 black circle · e3 black circle | c7 black circle · e7 black circle · b6 black circle · f6 black circle · d5 white knight · b4 black circle · f4 black circle · c3 black circle · e3 black circle | c7 black circle · e7 black circle · b6 black circle · f6 black circle · d5 white knight · b4 black circle · f4 black circle · c3 black circle · e3 black circle | c7 black circle · e7 black circle · b6 black circle · f6 black circle · d5 white knight · b4 black circle · f4 black circle · c3 black circle · e3 black circle | c7 black circle · e7 black circle · b6 black circle · f6 black circle · d5 white knight · b4 black circle · f4 black circle · c3 black circle · e3 black circle | 3 |
| 2 | c7 black circle · e7 black circle · b6 black circle · f6 black circle · d5 white knight · b4 black circle · f4 black circle · c3 black circle · e3 black circle | c7 black circle · e7 black circle · b6 black circle · f6 black circle · d5 white knight · b4 black circle · f4 black circle · c3 black circle · e3 black circle | c7 black circle · e7 black circle · b6 black circle · f6 black circle · d5 white knight · b4 black circle · f4 black circle · c3 black circle · e3 black circle | c7 black circle · e7 black circle · b6 black circle · f6 black circle · d5 white knight · b4 black circle · f4 black circle · c3 black circle · e3 black circle | c7 black circle · e7 black circle · b6 black circle · f6 black circle · d5 white knight · b4 black circle · f4 black circle · c3 black circle · e3 black circle | c7 black circle · e7 black circle · b6 black circle · f6 black circle · d5 white knight · b4 black circle · f4 black circle · c3 black circle · e3 black circle | c7 black circle · e7 black circle · b6 black circle · f6 black circle · d5 white knight · b4 black circle · f4 black circle · c3 black circle · e3 black circle | c7 black circle · e7 black circle · b6 black circle · f6 black circle · d5 white knight · b4 black circle · f4 black circle · c3 black circle · e3 black circle | 2 |
| 1 | c7 black circle · e7 black circle · b6 black circle · f6 black circle · d5 white knight · b4 black circle · f4 black circle · c3 black circle · e3 black circle | c7 black circle · e7 black circle · b6 black circle · f6 black circle · d5 white knight · b4 black circle · f4 black circle · c3 black circle · e3 black circle | c7 black circle · e7 black circle · b6 black circle · f6 black circle · d5 white knight · b4 black circle · f4 black circle · c3 black circle · e3 black circle | c7 black circle · e7 black circle · b6 black circle · f6 black circle · d5 white knight · b4 black circle · f4 black circle · c3 black circle · e3 black circle | c7 black circle · e7 black circle · b6 black circle · f6 black circle · d5 white knight · b4 black circle · f4 black circle · c3 black circle · e3 black circle | c7 black circle · e7 black circle · b6 black circle · f6 black circle · d5 white knight · b4 black circle · f4 black circle · c3 black circle · e3 black circle | c7 black circle · e7 black circle · b6 black circle · f6 black circle · d5 white knight · b4 black circle · f4 black circle · c3 black circle · e3 black circle | c7 black circle · e7 black circle · b6 black circle · f6 black circle · d5 white knight · b4 black circle · f4 black circle · c3 black circle · e3 black circle | 1 |
|   | a | b | c | d | e | f | g | h |   |

Скакач или коњ је шаховска фигура. Оба играча почињу партију са по два скакача, постављеним лево од левог ловца и десно од десног ловца. У алгебарској нотацији, почетна поља су б1 и г1 за беле, а б8 и г8 за црне скакаче.
Скакач се креће на тај начин што у једном потезу може да дође на поље које је од њега удаљено две колоне и једну врсту или обратно (две врсте и једну колону). За разлику од осталих фигура, скакач може да „прескаче“ фигуре које му се нађу на путу. Као и већина осталих фигура, скакач једе противничку фигуру тако што заузме поље на коме се она до тада налазила. Као последица начина кретања, скакач који се налази на белом пољу у следећем потезу може да дође само на црна поља и обратно.
Сматра се да су скакачи у снази приближно једнаки ловцима, док су од осталих фигура (осим пешака) слабији.